# 斯库特·布劳恩
斯科特·塞缪尔“摩托车”布劳恩（英语：Scott Samuel "Scooter" Braun，1981年6月18日—）是美国企业家，经纪人和投资者. 娱乐和媒体公司SB Projects的创始人，布劳恩是美國歌手爱莉安娜·格兰德、丹和沙伊、Zac Brown Band、肯伊·威斯特、托蕾·凯莉、加拿大歌手贾斯汀·比伯、卡莉·蕾·杰普森、荷蘭DJ馬汀·蓋瑞克斯及韓國歌手PSY等的经纪人。 他于2016年被葛萊美獎提名。 布劳恩与好莱坞制片人大卫·梅塞尔同为动漫电影制片厂Mythos Studios的联合创始人。
布劳恩于2013年被“时代”杂志“时代百大人物”评选为“世界上最有影响力人物”之一。 2018年，布劳恩与其他人共同组织了为我们的生命游行，这是要求对枪支的管控有更严格的立法的学生示威活动，今日美国将这次活动评为在华盛顿特区有史以来最大规模的单日抗议活动。
2019年6月宣布收购美國創作歌手泰勒·斯威夫特的前唱片公司大機器唱片，並同时包括斯威夫特前6张专辑的版权价值3亿美元，但由于布萊恩是肯伊·威斯特和贾斯汀·比伯的经纪人，引起斯威夫特不满并在Tumblr上诉说这些年布萊恩间接参与对她的霸凌并由他拥有自己版权的无助，之後布萊恩被证实他谎称斯威夫特有回购她自己版权的机会，引起网友海量涌入布萊恩的社交媒体进行攻击。
2021年4月，知名韓國集團 HYBE 宣布，旗下子公司Big Hit America以約9.5億美金（約新台幣274億）正式收購知名音樂經紀人 Scooter Braun 的控股公司 Ithaca Holding之100%的股權，並將其整合為一體。 本次HYBE併購的對象，包含了「Ithaca Holdings」的創業者率領的Scooter Braun Project（SB Project）及Big Machine Label Group等事業部門，包含其旗下的小賈斯汀（Justin Bieber）、亞莉安娜·格蘭德（Ariana Grande）、黛咪·洛瓦托（Demi Lovato）等知名藝人，及其韓國藝人防彈少年團（BTS）、TOMORROW X TOGETHER、SEVENTEEN、NU’EST、GFRIEND、ENHYPEN、Block B的Zico，透過HYBE與Ithaca Holdings締結的合作關係，展開專輯製作與經營管理活動，並由Scooter Braun 擔任 HYBE 集團的董事之一。 目前美國總公司HYBE AMERICA則由尹碩晙及Scooter Braun營運，尹碩晙計劃將K-POP商業模式正式移植到美國市場，而Scooter Braun在引領Ithaca Holdings事業的同時，也將主導HYBE在美國的事業及整體營運。

## 早年的生活
布劳恩出生于纽约市，父母是保守的犹太人， 欧文和苏珊（父姓施吕塞尔）布劳恩。欧文的父母“险些未能逃脱”犹太人大屠杀，他们在匈牙利一直生活到1956年。在苏联干预镇压匈牙利十月事件之前不久，他们逃往美国。欧文在皇后区长大，成了牙医; 苏珊·施吕塞尔·布劳恩是齿颚矫正师。他们结婚后，在康涅狄格州的格林尼治定居。
布劳恩有四个兄弟姐妹：丽莎、科内利奥、山姆和亚当。 亚当·布劳恩是铅笔的承诺的创始人，这是一家慈善组织，专注于在发展中国家建学校。
布劳恩在康涅狄格州的卡斯卡布长大，并在格林尼治高中上学，曾任班长。 他从13岁到18岁在康涅狄格州火焰队的业余运动员联盟打篮球。  当布劳恩17岁时，他的父母收养了山姆·马汉加和科内利奥·贵邦达，他们是莫桑比克国家少年队的前成员。由于当时体育篮球项目已经不受人关注，所以没有一只球队，欧文布劳恩招募他们参加全明星赛。马汉加和贵邦达成为格林尼治高中篮球队的明星，尽管粉丝们对他们起哄 - 这种经历极大地影响了布劳恩一家。 在格林尼治高中时，布劳恩参加了国家历史日的纪录片竞赛，这是一段10分钟的题为“匈牙利冲突”的视频，讲述了在大屠杀之前、期间和之后的犹太人情况。这部电影在区和州级比赛中获胜，最终排在第三名。  布劳恩家族的一名成员将这部电影发送给导演史蒂文·斯皮尔伯格的办公室，后者又向美国大屠杀纪念博物馆提交了布劳恩的视频。布劳恩说，斯皮尔伯格的肯定是他一生中最受鼓舞的时刻之一。
布劳恩在亚特兰大的埃默里大学上大学，在那里他也参加了大学篮球队，直到大二。  在杜普里要求他成为他的品牌So So Def的营销负责人之后，据说布劳恩在没有获得学位的情况下退了学。

## 职业生涯
布劳恩的职业生涯始于在亚特兰大 埃默里大学学习期间组织派对。2002年，有人聘请布劳恩来筹划驾驭愤怒在五个城市中的每个城市进行的余兴派对，主打明星为都有卢达克里斯和埃米纳姆。 这次涉猎嘻哈音乐界使得布劳恩成为杰梅因·杜普里的制片人导演，以及So So Def Recordings的导演。当杜普里要求他加入So So Def担任市场营销职位时，布劳恩仅19岁，当杜普里任命他为So So Def的营销执行总监时，他才20岁。 在他仍然是埃默里大学的二年级学生时，布劳恩就已经在So So Def工作并经营他的派对推广业务。他筹办的一些大型活动包括2003年NBA全明星赛的派对和布兰妮·斯皮尔斯 的黑玛瑙巡回演唱会余兴派对。 布劳恩离开So So Def启动了一家私营企业，其业务包括营销业务、音乐品牌和艺人经纪。 他通过在卢达克里斯和庞蒂克之间达成1200万美元的推广活动协议，开始了自己的营销业务;卢达克里斯的 音乐视频Two Miles an Hour将以庞蒂克为主打车，而庞蒂克的广告将以这首歌为主打歌曲。
布劳恩第一次遇到贾斯汀·比伯时侯是他YouTube看了12岁比伯的视频，视频中比伯唱尼欧的一首歌。布劳恩联系了比伯的母亲帕蒂·马莱特，她同意将她的儿子带到亚特兰大，进行无附加条件的试演。最终，布劳恩说服他们从加拿大搬到美国定居。在取得更多的在线成功后，布劳恩向两位成功的艺术家推荐了比伯，亚瑟小子和贾斯汀·汀布莱克;两人对比伯很有兴趣。最终亚瑟小子的导师，音乐制作人L.A. Reid，与比伯签约，从而The Island Def Jam Music Group 与 Raymond-Braun Media Group形成合作伙伴关系。

### 影视
布劳恩制作了“永不言败”，一部关于流行歌星贾斯汀·比伯的纪录片，MTV在2011年报道称其为“美国国内票房史上收视率最高的音乐纪录片之一”。  这部电影的预算为1300万美元，全球收入超过1亿美元，是迄今为止收入最高的纪录片。 布劳恩也是CBS电视连续剧“天蝎”的执行制片人。 这是他第一次参与电视节目，“天蝎”拍摄了四季，并在2014年首映时其观众超过2600万人。 在2018年，综艺杂志报道了电视演播室FX预定由布劳恩制作的无题喜剧的试播，其中包括演员凯文哈特和说唱歌手Lil Dicky。

### SB Projects
2007年，布劳恩成立了SB Projects，这是一家提供全方位服务的娱乐和营销公司，其中包括许多风投公司，包括Schoolboy Records，SB Management和一家歌曲创作公司Sheba Publishing。 该集团还包括RBMG，这是布劳恩和亚瑟小子的合资企业。School Boy Records与环球唱片签订了音乐发行协议。2013年初爱莉安娜·格兰德与摩托车布劳恩的管理层签约，2016年，格兰德的品牌公司联众唱片证实，布劳恩是她职业生涯各个方面的主要经理人。 SB Ventures还负责电视广告、品牌推广、音乐授权协议和巡回演出赞助 - 包括卡尔文·克雷恩对贾斯汀·比伯的2016-2017 Purpose World Tour 世界巡回的背书。 该公司还促成了坎耶·韦斯特与运动鞋品牌阿迪达斯之间的合作关系。
包括SB Projects在内的布劳恩控股公司Ithaca风险投资公司在2010年筹集了1.2亿美元用于风险投资，包括对Uber，Spotify和Editorialist的投资。  据“财富杂志”报道，Ithaca风险投资公司拥有本国七家最大的音乐管理公司的股份。 媒体报道称截至2018年管理着5亿美元的Ithaca将支持GoodStory Entertainment，这是布劳恩与执行制作人 J. D. Roth 之间的合作，来收购无脚本的现场活动和纪录片。

### Mythos Studios
在2018年，“纽约时报”报道说，布劳恩与漫威影业的创始人兼主席大卫·梅塞尔合作，组建了Mythos Studios，以实景和动画形式制作动漫系列电影。

### 荣获的奖项
布劳恩在2012年8月11日出现在公告牌的“40位40岁以下精英”特刊中发表的题为“摩托车布劳恩和其他实力玩家的崛起”的特刊封面。布劳恩在2013年被列入时代百大人物名单。 他还再次出现在公告牌杂志2013年4月20日的发行中，同期出现的人物还有盖伊·奥赛里和特洛伊‧卡特。 2016年，摩托车布劳恩在洛杉矶第12届年度MUSEXPO音乐博览会中的第三届年度“国际音乐产业奖”中由沙札姆授予“最佳经纪人”奖。 2017年，布劳恩出现在下面两期杂志的封面上，综艺杂志 Hitmakers和 Success magazine’s Gratitude。
2018年，布劳恩因其2017年的慈善活动而荣获Music Biz 2018 Harry Chapin纪念人道主义奖。

## 慈善活动
布劳恩一直参与各种慈善活动，包括布劳恩家族基金会组织的活动。 许多与布劳恩签约的艺术家也参与了各种慈善活动。尤为众人称颂的是布劳恩支持他的弟弟亚当·布劳恩建立慈善机构“铅笔的承诺”。他弟弟的灵感来自于他在印度问一个孩子他所希望得到的东西是什么;孩子回答说“铅笔”，这件事促使亚当·布劳恩找建立了“铅笔的承诺”，以在发展中国家建立学校。 布劳恩和比伯一直致力于支持该机构。 该慈善机构在亚洲、非洲和拉丁美洲帮助建立了200多所学校。. 公告牌报道称，截至2017年，摩托车布劳恩 - 与客户及其公司一起 - 在许愿基金会会历史上为该基金达成的愿望，比任何其他组织都多。 摩托车布劳恩荣获2016年公告牌巡演奖的人道主义奖，以表彰他对“铅笔的承诺”，许愿基金会和“去他的癌症”的慈善支持。
2017年，公告牌杂志将摩托车布劳恩称为音乐界的“第一响应者”，当时他在几个月之内组织并制作了One Love Manchester慈善音乐会和Hand in Hand：A Benefit for Hurricane Relief慈善节目。 2018年3月，乔治·克鲁尼，布劳恩和他的团队组织了为我们的生命游行，这是一次以学生为主导的示威活动，旨在呼吁在华盛顿特区制定更严格的枪支管理法律。Vox报道说，这次游行是越战以来在首都组织的历史上最大的游行。

## 个人生活
2013年，布劳恩开始与加拿大健康活动家、慈善家和“去他的癌症”创始人，耶尔·科恩交往。 两人于2014年7月6日在不列颠哥伦比亚省惠斯勒结婚。 2015年2月6日，他们在洛杉矶有了他们的第一个孩子贾格尔·约瑟夫·布劳恩。 他们于2016年11月29日有了他们的第二个孩子列维·马格纳斯·布劳恩。 CNBC报道称，布劳恩已经进行了一些创业投资，包括Uber，Lyft，Spotify，DropBox，Grab和Casper。